# Liste der Bodendenkmäler im Tröstauer Forst-West
Auf dieser Seite sind die Bodendenkmäler in dem oberfränkischen gemeindefreien Gebiet Tröstauer Forst-West zusammengestellt. Diese Tabelle ist eine Teilliste der Liste der Bodendenkmäler in Bayern. Grundlage ist die Bayerische Denkmalliste, die auf Basis des Bayerischen Denkmalschutzgesetzes vom 1. Oktober 1973 erstmals erstellt wurde und seither durch das Bayerische Landesamt für Denkmalpflege geführt wird. Die folgenden Angaben ersetzen nicht die rechtsverbindliche Auskunft der Denkmalschutzbehörde.

| Lage                       | Objekt                                                                    | Akten-Nr.     | Bild |
| -------------------------- | ------------------------------------------------------------------------- | ------------- | ---- |
| Vordorfer Forst (Standort) | Bergbauareal (Zinnseifen) des späten Mittelalters und der frühen Neuzeit. | D-4-5937-0022 |      |